# 鎌倉時代資料の一覧
日本の鎌倉時代についての主な史料の一部を掲げる。

## 史書
- 『吾妻鏡』

## 日記
- 『玉葉』　九条兼実著
- 『愚昧記』　三条実房著
- 『吉記』　藤原経房著
- 『仲資王記』　白川仲資王著
- 『明月記』　藤原定家著
- 『殿記』　九条良経著
- 『三長記』　藤原長兼著
- 『平戸記』　平経高著
- 『猪隈関白記』　近衛家実著
- 『業資王記』　白川業資王著
- 『玉蘂』　九条道家著
- 『順徳院御記』　順徳天皇著
- 『後鳥羽天皇宸記』　後鳥羽上皇著
- 『岡屋関白記』　近衛兼経著
- 『民経記』　勘解由小路経光著
- 『洞院摂政記』　九条教実著
- 『経俊卿記』　吉田経俊著
- 『妙槐記』　花山院師継著
- 『葉黄記』　葉室定嗣著
- 『弁内侍日記』　弁内侍著
- 『仁部記』　日野資宣著
- 『深心院関白記』　近衛基平著
- 『後深草天皇宸記』　後深草天皇著
- 『吉続記』　吉田経長著
- 『勘仲記』　勘解由小路兼仲著
- 『公衡公記』　西園寺公衡著
- 『中務内侍日記』　中務内侍著
- 『実躬卿記』　三条実躬著
- 『伏見天皇宸記』　伏見天皇著
- 『継塵記』　三条実任著
- 『万一記』　万里小路宣房著
- 『冬平公記』　鷹司冬平著
- 『後伏見天皇宸記』　後伏見天皇著
- 『園太暦』　洞院公賢著
- 『花園天皇宸記』　花園天皇著
- 『岡本関白記』　近衛家平著
- 『後宇多天皇宸記』　後宇多天皇著
- 『光厳天皇宸記』　光厳天皇著

## 軍記物
- 『承久記』

## その他の資料
- 『御成敗式目』